# Casa Bell (Alabama)
La Casa Bell también conocida como Casa Biggs es una casa histórica ubicada en 550 Upper Kingston Road en Prattville, Alabama. Es localmente significativo como un excelente ejemplo del estilo arquitectónico Reina Ana, que alcanzó su cenit en Alabama a principios del siglo XX y continuó localmente hasta 1920.

## Descripción
La casa de estructura de madera de 2 pisos es del estilo Reina Ana y se completó en 1893. Está diseñado por el arquitecto Frank Lockwood de Alabama. Fue agregado al Registro Nacional de Lugares Históricos el 17 de julio de 1997 y al Registro de Monumentos y Patrimonio de Alabama el 7 de octubre de 1998.